# Guttenberg (Berg)
Der Guttenberg ist ein 855 m ü. A. hoher Berg des mittleren Waldviertels in Niederösterreich, etwa 12 km südlich der Bezirkshauptstadt Zwettl. Er stellt die höchste Erhebung der Marktgemeinde Grafenschlag dar und liegt in deren Katastralgemeinde Wielands. Unterhalb des Guttenbergs befindet sich die gleichnamige Rotte Guttenberg.

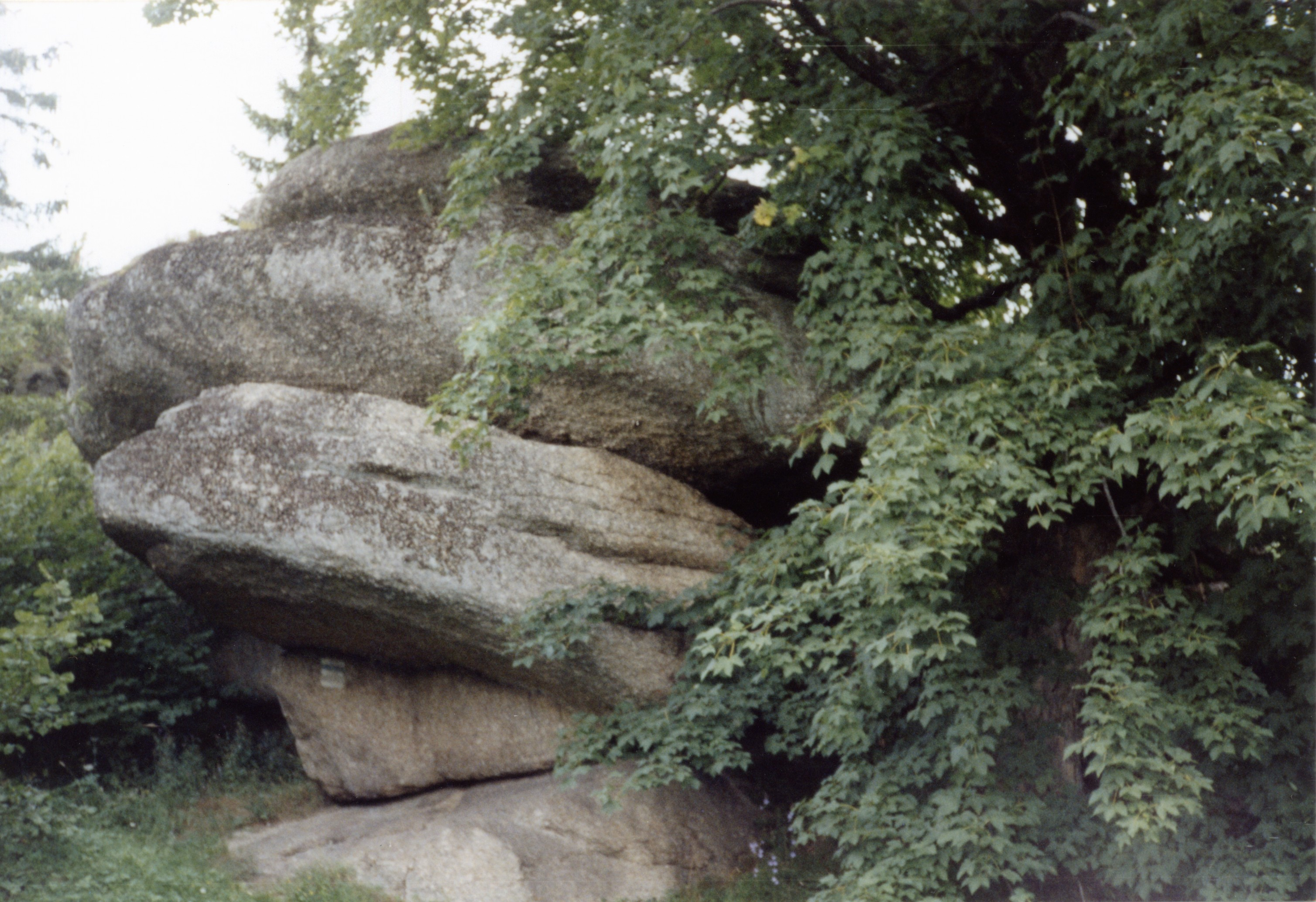
Felsformation am Guttenberg

Granitblöcke prägen den Gipfel, in diesen sind auch gut sichtbar einige durch Verwitterung entstandene Schalen zu finden. Knapp unterhalb des Gipfels findet sich ein geschichteter massiver Granitblock, der einer Klause ähnelt. Während der Westhang mit Wäldern bedeckt ist, hat man auf den anderen Seiten eine sehr gute Fernsicht. Man sieht von hier über das gesamte Waldviertel, bei reiner Luft reicht der Blick bis zum Ötscher, dem Schneeberg und der Rax.
1160 wird der Berg zum ersten Mal erwähnt, 1255 besteht auf dem zum Netz der Waldviertler Wachtberge gehörenden Berg eine Burg (castrum in Gutenberch). 1465 werden die Reste dieser Burg dann zum Bau einer Schanze (Tabor) verwendet, 1581 ist nur noch von einem öden Schloss die Rede. Heute sind keinerlei bauliche Reste vorhanden, nur Gewölbe und Spuren von Wall und Graben finden sich noch.